# The Pioneer Mother
A The Pioneer Mother Alexander Phimister Proctor 1,8 méter magas bronzszobra volt az Amerikai Egyesült Államok Oregon államának Eugene városában, az Oregoni Egyetem campusán. Az 1,8 méter magas alkotást Burt Brown Barker ügyvéd adományozta az intézménynek és lánya, Barbara Barker avatta fel 1932. május 7-én, a fiatalok hetén és anyák napján rendezett ünnepségen. 2020. június 13-án ismeretlenek ledöntötték, azóta raktárban tárolják.

## Története
Burt Brown Barker javasolta az alapító anyáknak emléket állító szobor felállítását, és a szükséges forrásokat is biztosította. A munkával a The Pioneert is elkészítő Alexander Proctort bízta meg, aki modellül az 1847-ben Oregonba bevándorló édesanyját, Elvira Brown Barkert választotta.
Az alkotás a nőt idősebb korában, az utazás viszontagságait átélve ábrázolja. Míg a közvélemény az út nehézségeit, addig Barker az azt követő nyugalmat kívánta megörökíteni. A gránitalapon ülő szobor ölében egy Bibliát tart, vonásai pedig a nyugalmat sugallják: az út végére ért és új otthonra lelt. Haja és ruházata a többi telepeshez hasonlóan egyszerű.

### Eltávolítása
2020. június 13-án ismeretlen tettesek a The Pioneert ledöntötték és a Johnson épület lépcsőjére tették, a The Pioneer Mothert pedig lefejezték. Június 14-én az egyetem mindkét szobrot raktárba tette.

## Elhelyezkedése
A szobrot szándékosan a campus forgalmas pontjára tették. Barker az átadón elmondta, hogy „[a]z Oregoni Egyetem campusára tettük… Annak reményében, hogy a hallgatók és tevékenységeik középpontjába kerülve művészeti alkotásként elmeséli történetét, és a hallgatók életében elülteti a szépség szeretetét, ahogy előtte közlekednek ki-be”.
A helyszínéről az Old Oregon a következőket írja:
[A] helyszínéről nem döntöttek addig, míg a szobrot ábrázoló kartonbábut a campus több helyén is kipróbálták. Miután a női négyszög teljesen átalakult, a szobrot a közepére, több járda mellé tették, hogy hallgathassa az egyetemi csevegést.
A Johnson épület közelében, a The Pioneertől harminc méterre, azzal szemközt, déli irányban helyezték el.

## Fordítás
- Ez a szócikk részben vagy egészben  a   The Pioneer Mother (Eugene, Oregon) című angol Wikipédia-szócikk ezen változatának fordításán alapul.  Az eredeti cikk szerkesztőit annak laptörténete sorolja fel. Ez a jelzés csupán a megfogalmazás eredetét és a szerzői jogokat jelzi, nem szolgál a cikkben szereplő információk forrásmegjelöléseként.